# Association française d'ingénierie des systèmes d'information
Vous pouvez aider à l'améliorer ou bien discuter des problèmes sur sa page de discussion.
- Il ne cite pas suffisamment ses sources. Vous pouvez indiquer les passages à sourcer avec {{référence nécessaire}} ou {{Référence souhaitée}}, et inclure les références utiles en les liant aux notes de bas de page. (Marqué depuis janvier 2024)
- Il est à actualiser. Certains passages sont obsolètes ou annoncent des événements désormais passés. (Marqué depuis décembre 2024)

- Archive Wikiwix
- Bing
- Cairn
- DuckDuckGo
- E. Universalis
- Gallica
- Google
- G. Books
- G. News
- G. Scholar
- Persée
- Qwant
- (zh) Baidu
- (ru) Yandex
- (wd) trouver des œuvres sur Wikidata

L'Association française d'ingénierie des Systèmes d'information (AFISI) est une association à but non lucratif (Association loi de 1901).

## Objectifs de l'AFISI
Créée en 1993 par deux experts AFNOR, l’Association Française d’Ingénierie des Systèmes d’Information (AFISI) s’est fixé comme objectif de faciliter l’élaboration et l’utilisation des systèmes d’information dans la Francophonie.
À cette fin, elle a mis en place de nombreuses actions, telles que :
- L'attribution annuelle du Prix du livre informatique francophone,
- La participation au développement des normes et standards (ISO, AFNOR, EUROMETHODE),
- La publication d'articles techniques et méthodologiques (dans sa revue CSI ou dans différents supports de la profession),
- L'animation d'espaces collaboratifs sur Internet, pour les informaticiens,
- L'observation du contexte socio-économique dans lequel évoluent les informaticiens.

## Prix annuel du meilleur livre informatique francophone
Dès sa fondation, l'AFISI souhaitant contribuer à préserver l'usage du français comme langue de communication dans le domaine informatique, où l'utilisation du franglais est extrêmement courante, a fondé le Prix (annuel) du meilleur livre informatique de langue française. C'est le seul prix littéraire français réservé aux ouvrages sur l'informatique et les systèmes d'information.
Ne sont éligibles à ce prix que les livres directement écrits en français, à l'occasion de leur première édition. Les membres de l'association, y compris les lauréats ou finalistes antérieurs, ne sont pas autorisés à concourir.

## Organisation de l'AFISI
L'AFISI a établi de nombreuses relations avec d'autres organisations ou associations professionnelles des métiers de l'informatique, en vue de faire progresser certaines méthodologies, normes et pratiques. Cette association est bénévole. Elle repose sur un schéma purement communautaire.
Le fonctionnement de l'AFISI repose sur deux organes :
- Le Conseil d'Administration, élu lors des Assemblées Générales ;
- Le bureau, émanation du C. A. qui, comme dans toute association française est chargé de la vie quotidienne de l'association.

Créée en 1993, en réaction à l'échec relatif du projet SOCRATE de la SNCF, pour prouver que l'informatique française était aussi capable du meilleur, elle est dirigée par un bureau dont les missions incluent :
- Les fonctions habituelles des bureaux d'association : président, vice-président, secrétaire général, trésorier,
- Le comité de rédaction du bulletin de liaison : Challenge Système d'Information, IISSN 1165-5356 (CSI),
- La gestion de l'association,
- L'organisation d'événements,
- L'établissement des relations techniques et scientifiques avec d'autres organismes,
- L'animation de son site internet, où de nombreux articles de méthodologie sont proposés.